# La Jeune Mariée
La Jeune Mariée est un roman historique de Juliette Benzoni paru en 1990 aux éditions Julliard. Il compose le premier volet de la trilogie Les Dames du Méditerranée-Express.

## Histoire
Mélanie est une jeune demoiselle de 15 ans que sa mère prend pour un garçon manqué et qui ne pense pas que celle-ci soit en âge d'entrer dans le monde. Mais il faut se méfier des mères qui voient grandir leur fille.
Un beau soir de l'été 1902, elle s'aventure en chemise de nuit pour épier le bal donné par son aristocratique voisine. Certes, le beau jeune homme dans les bras duquel elle tombe du haut de l'arbre où elle s'était juchée n'a pas l'air autrement troublé par ses charmes. Mélanie, elle, ne s'est pas seulement foulé la cheville : elle a perdu son cœur pour la fine moustache et le regard moqueur du marquis de Varennes. Or un cœur cela se reprend... une vie non.
Et elle ignore encore qu'elle la risque lorsqu'elle pose la pointe de sa fine chaussure dans le luxe du Méditerranée-Express. Par bonheur, l'esprit vient très vite aux jeunes filles sous le regard intéressé des hommes. C'est bec et ongles qu'elle se défendra avec l'aide d'un peintre journaliste un peu espion que ses taches de rousseurs n'empêcheront pas de trouver bien jolie. De là à trôner en robe Lanvin dans une loge d'opéra et à se faire remarquer par un roi, il n'y a qu'un pas de danse.